# Radio Hrvatske Zajednice
Radio Hrvatske Zajednice je radijska postaja iz Sydneya. Program emitira na frekvenciji 98,5 MHz FM (Radio stanica 2000FM). Glavna urednica programa je Ljiljana Herceg. Program se emitira svakog četvrtka s početkom u 18 h (po lokalnom vremenu) u trajanju od dva sata. Format programa je talk-back koji uključuje segment vijesti iz Glasa Amerike na hrvatskom jeziku, te izvještaje lokalnih stalnih suradnika.  Program također sadrži i glazbu (narodne, pop, zabavne) te obavjesti i zbivanja iz lokalne hrvatske zajednice.

## Vanjske poveznice
- Službene stranice Radio Hrvatske Zajednice Sydney Australija  Arhivirana inačica izvorne stranice od 14. rujna 2009. (Wayback Machine)